# Sylvia Stahlman
Sylvia Stahlman, född 5 mars 1929 i Nashville, Tennessee, död 19 augusti 1998 i Saint Petersburg, Florida, var en amerikansk operasångare (sopran).
Stahlman studerade vid Juilliard School i New York och började (1948/49) sin karriär på Broadway i Kurt Weills musikal Love Life regisserad av Elia Kazan.
Sin operakarriär inledde hon i Europa, till att börja med under artistnamnet Giulia Bardi, och gjorde 1951 sin debut på La Monnaie i Bryssel som Elvira i Puritanerna. Hon stannade på den teatern till 1954. Hon sjöng också i Amsterdam, Frankfurt och Wien och vid Glyndebourne Festival Opera 1959 som Ilia i Idomeneo.
I Amerika spelade hon på New York City Opera under höstsäsongen 1956, som Eurydice i Orfeus i underjorden och Gilda i Rigoletto. Stahlman uppträdde också på San Francisco Opera och Lyric Opera of Chicago. I San Francisco sjöng hon mellan 1957 och 1960 Sophie i Rosenkavaljeren, Syster Constance of St Dénis i Karmelitsystrarna, Oscar i Maskeradbalen, Lauretta i Gianni Schicchi och Dircé i Medea.
På skiva kan man höra Stahlman i  Maskeradbalen (med bl. a. Birgit Nilsson), (1960–61), och som Lisa i La sonnambula (1962). 1964 spelade Stahlman in utdrag ur Fidelio (som Marzelline).